# 오냐티
오냐티(Oñati)는 스페인 바스크 지방의 주인 기푸스코아주의 도시로, 인구는 10,896명(2009년 기준), 면적은 107.31km2이다.